# Блакитні великоамплітудні пульсатори
Блакитні  великоамплітудні пульсатори (БВАП ) — запропонований клас пульсуючих змінних зірок. Надзвичайно рідкісний тип зір.  З досліджених близько мільярда зірок в рамках експерименту з оптичним гравітаційним лінзуванням (OGLE), відомо лише 14 зір БПВА.

## Відкриття
Блакитні великоамплітудні пульсатори були виявлені групою астрономів з Варшавського університету. Їх відкриття опубліковано в журналі Nature Astronomy у червні 2017 року. Відкридтя відбулось під час пошуку змінних зір у 2013 році з періодом, коротшим за одну годину, була виявлена зірка з періодом 28,26 хвилини та попередньо класифікована як змінна δ Scuti, хоча вона мала надзвичайно велику амплітуду та короткий період.
Під час дослідження понад мільярда зір Чумацького Шляху, що було в ході проекту OGLE, виявили ще 13 зір БПВА зі схожими властивостями: періоди 22 - 39 хвилин; амплітуди ближнього інфрачервоного випромінювання 0,19 - 0,36 зоряної величини; дуже блакитний, що вказує на температуру близько 30 000 К; і менші за зорі головної послідовності такої температури.

## Характеристики
Для зірок цього типу БВАП характерні зміни яскравості на кілька десятків відсотків у середньому за півгодини (між 20-40 хвилинами).  Детальний аналіз результатів спостережень підтверджує, що об’єкти БВАП мають температуру близько 30 000 °C, а причиною змін яскравості є пульсація. Модель конструкції схожа на моделі гігантських зір - 96% маси зосереджено в ядрі, що має лише 20% радіуса всієї зорі. Решта маси являє собою злегка гофровану оболонку, яка пульсує у швидкому ритмі - звідси велика амплітуда відблиску.
На даний момент теорія лише пояснює, як побудовані зорі БВАП і як змінюється їх яскравість, тоді як існують лише гіпотези щодо формування таких зір. Одна з гіпотез полягає в тому, що ці зорі повинні були втратити значну частину своєї маси в якийсь момент своєї еволюції, щоб бути такими ж гарячими, як зараз. Вчені припускають, що така конфігурація не може виникнути в результаті еволюції самотньої зірки, і однією з можливостей є, наприклад, проходження зорі в околицях надмасивної чорної діри до центру галактики. Тоді чорна діра може позбавити зорю зовнішнього шару; але, як припускають вчені, такий сценарій дуже малоймовірний. Інша більш вірогідна гіпотеза передбачає, що ці об'єкти можуть утворитися після злиття двох зір невеликої маси.